# Asgard (Stargate)
De Asgard zijn een fictief volk in de televisieserie Stargate SG-1 en Stargate Atlantis.
De Asgard waren een welwillend en zeer geavanceerd ras van het sterrenstelsel Ida. Ze bezochten de aarde regelmatig, zij zijn de aanleiding van de Scandinavische legenden. Ze maken deel uit van de Alliantie "De Vier Grote Rassen", samen met de Nox, de Furlings en de Ouden. Ze behoren tot de meest geavanceerde rassen in het universum, wedijveren met de Ouden en de Ori (en eventueel de Furling en de Nox). Zij namen de rol van de Ouden over als beschermers van de Melkweg, toen zij naar een hoger niveau gingen, en gaven op hun beurt de rol door naar de Tau'ri, aan wie ze al hun kennis gaven.

## Geschiedenis

### Vroege geschiedenis
De Asgards evolueerden op Othalla, in het Ida-sterrenstelsel. De geschiedenis en cultuur van de Asgards is 100.000 jaar oud. Ze begonnen omstreeks 28.000 v. Chr met verkennen buiten hun sterrenstelsel. De Asgard begonnen uiteindelijk met een programma van klonen, voor en van hun volk om hun geest in deze organen te zetten. Echter, het aanhoudend gebruik van klonen resulteerde in genetische degradatie, wat ernstige gezondheidsproblemen met zich meebracht.

### 30.000 jaar geleden
Een Asgardschip met zijn bemanning in een staat van schijndood heeft de Asgard-thuiswereld verlaten. Echter, de navigatiecomputers werden beschadigd op een bepaald punt en het schip dreef tussen sterrenstelsels en eindigde uiteindelijk in de Melkweg (of de Melkweg de bestemming was is niet duidelijk). Het schip is gevonden door Asgard-wetenschappers, en binnen vonden ze een perfect bewaarde voorouder van de Asgard. Heimdall begint met een onderzoek, omdat deze kloon uit de tijd komt wanneer het kloonprogramma nog omkeerbaar is (Nu leiden die tot hedendaagse problemen van de cellulaire afbraak door meerdere keren te herklonen).

### 10.000 jaar geleden
Ze maakten vreedzaam contact met de Ouden, de Furlings, en de Nox. Ze kwamen ook in het conflict met de Goa'uld, omdat ze wisten hoe de Goa'uld waren. Ze namen een aantal mensen van de Goa'uld werelden en verklaarden zich hun beschermers tot hun cultuur zich genoeg had ontwikkeld. Ze bedreigden de Goa'uld met gewelddadige straffen als die zouden proberen van deze mensen slaven te maken.

### Verleden naar huidige tijd
Ondanks de afkeuring van de Asgards, was de Goa'uld een te grote bedreiging voor de Melkweg. De Goa'uld begon de mens als gastheer te gebruiken tijdens deze periode. De zeer boze Asgards beseften dat de mensheid een groot potentieel had, net als het moeder ras: de Alterans (Ouden). De technologie van de Asgard is superieur aan die van de Goa'uld en laatstgenoemden werden gedwongen de Asgards te gehoorzamen of vernietigd worden.
Onwillig om de Melkweg volledig over te geven aan de Goa'uld, bevrijdden de Asgard mensen en transplanteerden ze hen op verschillende planeten. Voor de veiligheid van deze planeten hebben de Asgard en de Goa'uld een overeenkomst in het "Beschermde Planeten Verdrag, in ruil hiervoor krijgen de Goa'uld verschillende voordelen van de Asgards (de exacte voorwaarden zijn onbekend) en zo laat de Goa'uld deze mensen met rust. Het Beschermde Planeten Verdrag kan worden uitgebreid, als beide partijen overeenkomen om de planeet aarde op te nemen in het verdrag. De Goa'uld respecteren dit verdrag, omdat ze de woede van hun machtigere vijanden niet aan den lijve willen voelen.
Gedurende lange tijd beschermde de Asgard deze planeten met hun geavanceerde technologie en oorlogsschepen, maar toen begon alles te veranderen. De ontdekking en invasie van de replicators in hun Melkweg dwong de Asgards om de middelen die gebruikt worden om het verdrag af te dwingen, te gaan gebruiken tegen hun nieuwe vijand, waardoor de planeten onder het verdrag alleen in hun naam beschermd zijn.

### De replicators
De Asgard zijn voornamelijk niet in staat de Tau'ri te helpen met hun strijd tegen de Goa'uld als gevolg van een oorlog met een grotere vijand, de Replicators. De wapens van de Asgard waren niet effectief tegen de Replicators omdat ze waren gebaseerd op energie. Tau'ri wapens, aan de andere kant, maakten gebruik van eenvoudige chemische reacties die metalen projectielen lanceerden. Met de steun van SG-1, kunnen de Asgard de replicators tijdelijk opsluiten in een tijd-dilatatie veld. Ook dit mislukte, als ze ontsnappen vallen ze de nieuwe Asgard thuiswereld, Orilla aan. Aegir valt het replicator schip aan, zodra het uit hyperspace komt voordat het de schilden kan aanzetten. Niet alle replicators werden vernietigd; de replicator bekend als Vijfde landde op de planeet. Kolonel O'Neill, met de kennis van de Ouden die is opgedaan via het 'Archief van Kennis, kan een wapen uitvinden dat de cellen blokkeert van het netwerk tussen de replicatorblokken voor eeuwig. Thor ontwierp een grotere versie voor planeten.

### Na de replicators
Hoewel de replicators en de Goa'uld verslagen zijn, komt er een nieuwe, veel machtigere vijand, de Ori. De Asgard blijven de Tau'ri hulp bieden door technologieën te ontwikkelen voor de Daedalus-Klasse, en het uitlenen van de Asgard ingenieur Hermiod. De Asgard hebben ook deelgenomen aan de slag van P3Y-229 (Supergate).

### Uitsterven
Met hun laatste pogingen om de genetische degradatie door het constante gebruik van klonen om te keren, hebben ze een fatale fout gemaakt, waardoor ze snel zouden uitsterven. natuurlijk willen de Asgards niet dat hun technologie wordt geplunderd door andere rassen, en besloten dus om massale zelfmoord te plegen en hun planeet te vernietigen, maar niet zonder een erfenis achter te laten. Ze geven de SGC een Asgard Kern Computer en voeren wijzigingen door, die van belang zijn voor de Odyssey. Nadat de reparaties waren voltooid, kwamen er drie Ori-oorlogsschepen aan en vielen Orilla en de Odyssey aan. De Odyssey moest vluchten met een Ori oorlogsschip in achtervolging, terwijl de andere twee zich klaar maakten om Orilla aan te vallen. Op dat moment laten de Asgard hun planeet exploderen en vernietigen daar mee de twee schepen en henzelf.

### Pegasus Melkweg
Een schurkenstaat van Asgard heeft hun broeders van Ida verlaten en verraden. Ze werden in 2008 ontdekt door de Atlantis Expeditie. Na het vinden van Janus' geheime lab door de expeditie, vielen deze Asgard Atlantis binnen, pakten een apparaat en ontvoerden Dr. McKay en Dr. Jackson. Ze dwongen Jackson en Mckay om het Attero-apparaat te activeren, om de Wraith tegen elke prijs te vernietigen. Hun leider vertelde aan Dr. Daniel Jackson dat ze zich losmaakten van hun broers in Ida om zo experimenten te kunnen uitvoeren op de mensen van de Pegasus Melkweg om zo een oplossing te vinden voor hun kloon-probleem. De Lanteanen verloren hun oorlog met de Wraith en de Wraith vielen vervolgens de Asgard aan, de Asgard verrast, verliezen hun intergalactische schepen al in de eerste slag. waardoor ze vast kwamen te zitten in de Pegasus Melkweg. Om te overleven gingen de Asgards naar een giftige planeet, waar de Wraith niet kunnen komen en ze gebruikten beschermingspakken om tegen de giftige atmosfeer te kunnen, echter na een tijd werd de planeet zo giftig dat de beschermingspakken hun nut begonnen te verliezen, en zo werden ze gedwongen de melkweg weer in te gaan. Ze vonden een lab van Janus en het Attero-apparaat, en ze wisten wat dit apparaat kon doen. Ze wilden het gebruiken om de Wraith te vernietigen, maar het kan hun niets schelen dat daardoor de sterrenpoorten exploderen. Hun plan werd verijdeld toen Kolonel Sheppard met een schip van de reizigers naar de planeet kwam. Ze vernietigden twee van de 3 oorlogsschepen. De andere ontsnapte in hyperspace, terwijl McKay en Jackson het Attero-apparaat uitzetten. Daarna wordt het apparaat vernietigd door Kolonel Sheppard.